# The Spirit (1987)
The Spirit ist ein US-amerikanischer Fernsehfilm aus dem Jahr 1987. Der Film basiert auf dem gleichnamigen Comic, welcher von Will Eisner in den 1940er Jahren erschaffen wurde. The Spirit wurde am 31. Juli 1987 vom US-amerikanischen Fernsehsender ABC erstmals ausgestrahlt.

## Inhalt
Der Polizeidetektiv Denny Colt wird im Dienst erschossen und gilt als tot, aber Denny Colt kehrt nach seiner Auferstehung von den Toten mit einer besonderen Fähigkeit zurück. Er kann nicht sterben. Seine Feinde glauben, dass Colt gestorben ist. Er zieht einen blauen Anzug und eine blaue Maske an und kämpft als The Spirit gegen das Verbrechen. Er wird unterstützt von Commissioner Dolan und Ellen. Denny Colt muss die berüchtigte Femme fatale P'Gell Roxton aufhalten.

## Hintergrund
ABC produzierte 1987 den Fernsehfilm von The Spirit. In der Hauptrollen waren Sam J. Jones als den The Spirit, Nana Visitor war Ellen Dolan, und Garry Walberg spielte den Commissioner Dolan. Laura Robinson war die Femme Fatal P’Gell Roxton, gegen die der Spirit im Film antritt. Der Fernsehfilm diente als Pilot für eine geplante TV-Serie.

## Kritik
Der Film konnte nicht überzeugen und erhielt auf IMDb einen Score von 5,5 von 10 möglichen Punkten.